# Eisportionierer

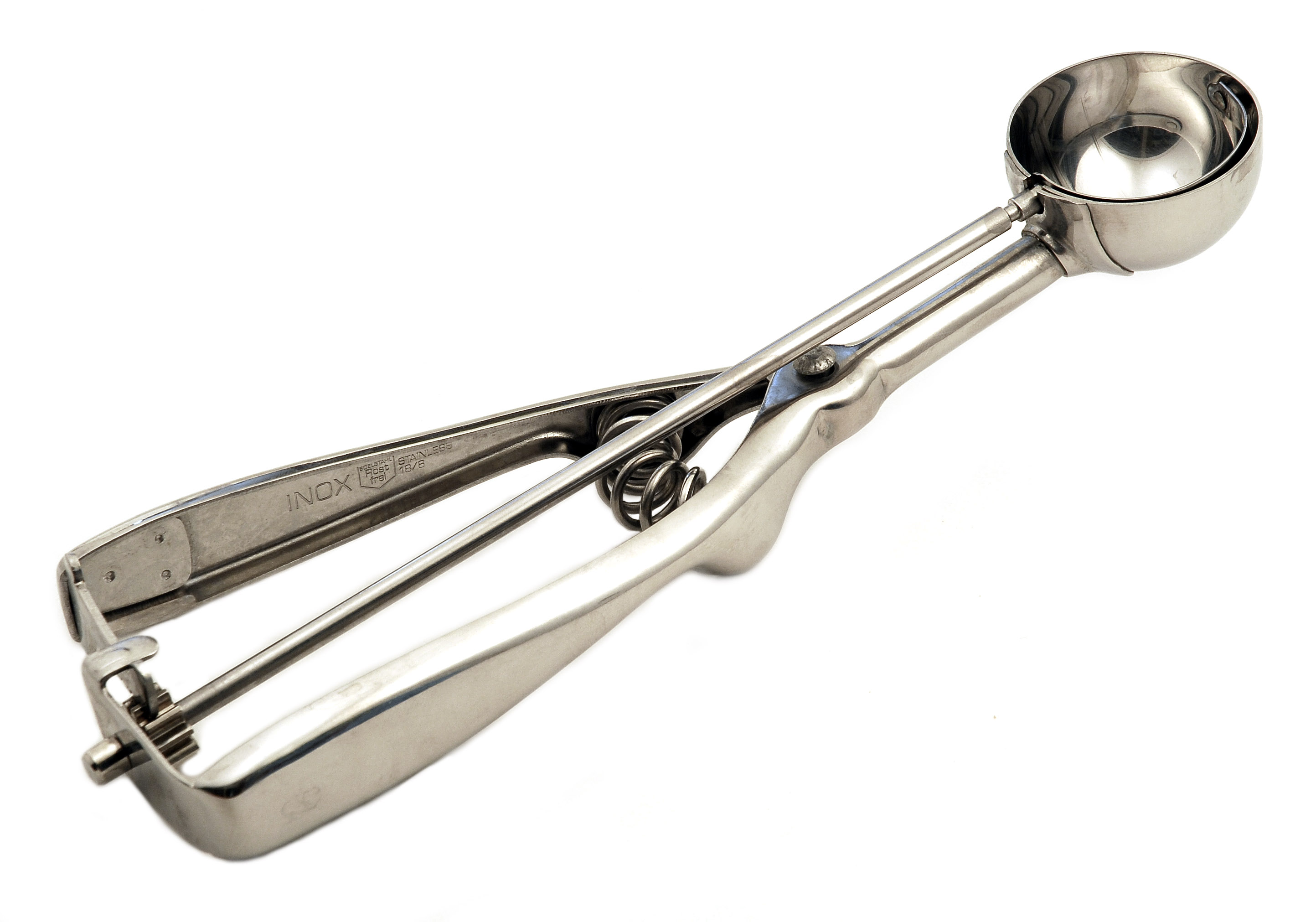
Eisportionierer mit schmaler Schaufel in der Laffe

Ein Eisportionierer wird zum Portionieren von Speiseeis verwendet. Er wird zumeist in Eisdielen benutzt, um eine konstante Größe sowie eine ansprechende Präsentation des Eises zu erreichen.
Eisportionierer im Dauereinsatz werden regelmäßig in Wasser getaucht, um sie zu reinigen, zu erwärmen und zu benetzen.

## Bauformen
Der Teil eines Eisportionieres, der mit dem Speiseeis in Berührung kommt, kann aus Metall, Silikon oder anderem Materialien bestehen. Da Speiseeis leicht an Metall festfriert oder an anderen Stoffen festklebt, gibt es unterschiedliche Methoden, um das Eis aus dem Portionierer zu lösen.

### Mechanische Portionierung
Ein mechanischer Eisportionierer hat eine kreisrunde, halbkugelförmige Laffe und einen Zangengriff. Mit dem Zangengriff wird eine kleine schmale Schaufel in der Laffe bewegt, die das Eis mechanisch von der Laffe löst. Dies ermöglicht ein bequemes Drapieren der Eisportion.

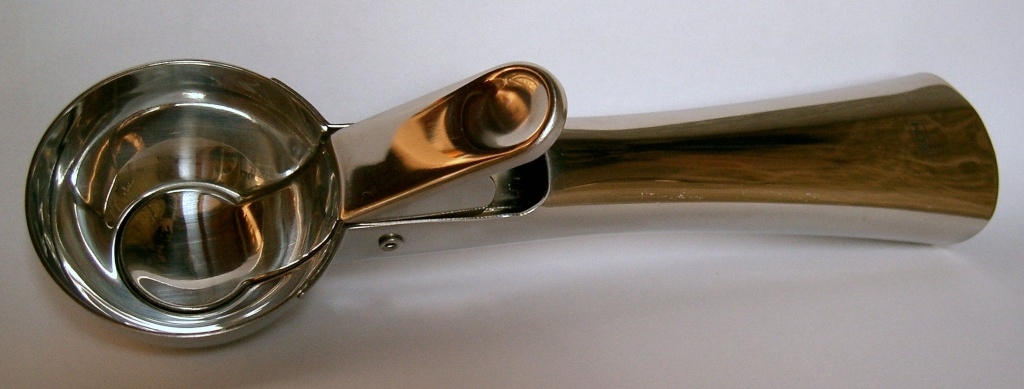
Eisportionierer mit Doppellöffel

Alternativ wirft ein Doppellöffel die Kugel aus.

### Thermische Portionierung

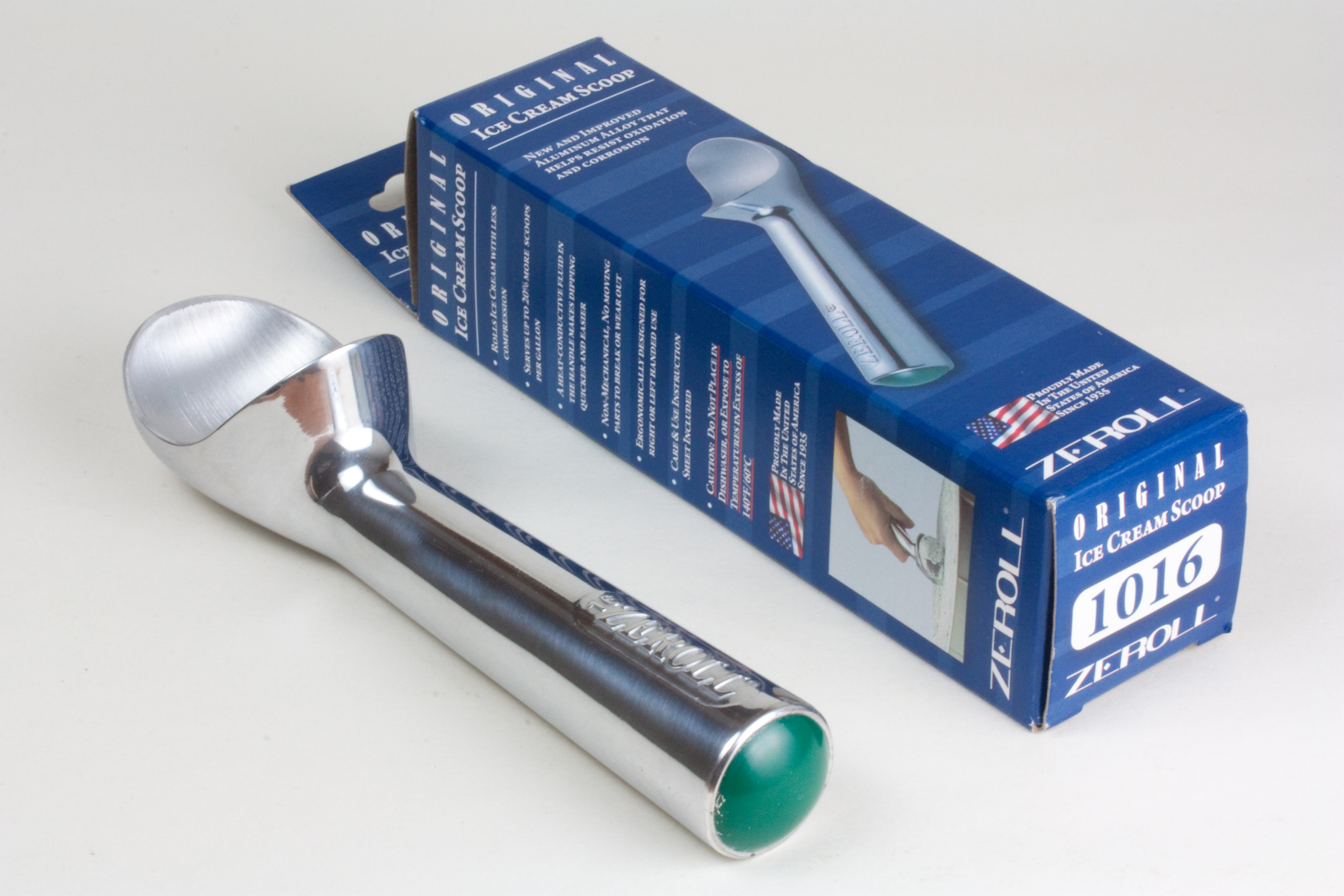
Thermischer Ice Scoop

Ein thermischer Eisportionierer hat einen annähernd zylindrischen Griff, der im Inneren aus einem Material mit guter Wärmeleitfähigkeit besteht, zum Beispiel aus einem speziellen Gel oder Metall. Durch die Körpertemperatur der Hand des Benutzers erwärmt sich auch das halbkugelförmige Vorderteil, und die Eiskugel löst sich leichter. Durch die Erwärmung gleitet der Portionierer leichter durch die Eismasse. Das Herauslösen der Portion aus Eismasse ist im Vergleich zur Haushaltsvariante des „Zerschneidens“ des Eises im Eisbehälter weniger anstrengend. Die Reinigung des Portionierers ist einfacher als bei der mechanischen Variante, da es keine Mechanik gibt und somit auch keine Stellen, an denen sich Reste festsetzen könnten oder wo das Spülwasser nicht hingelangt. Die Bauform des thermischen Portionierers wird daher im professionellen Einsatz bevorzugt.
Der Prototyp des thermischen Eisportionierers wurde 1933 von Sherman Kelly aus Toledo, Ohio unter dem Namen The Ice Scoop entworfen. Der Prototyp befindet sich in der ständigen Sammlung des Museum of Modern Art in New York City. Das Modell wird heute noch in den USA hergestellt.

### Schaber oder Spachtel
Die Verwendung eines einfachen Schabers oder Spachtels bedarf mehr Übung als die anderen Bauformen, um damit Eisportionen auf die Eiswaffel zu drapieren.

## Hygiene
Da Eisportionierer nach dem Gebrauch gespült werden müssen, um eine Vermischung von Eissorten zu vermeiden, benutzen viele Gastronomen einen mit Wasser gefüllten Behälter. Häufig wird hierbei stehendes Wasser verwendet.
Um die Keimbelastung so niedrig wie möglich zu halten, gibt es folgende Möglichkeiten:
- Benutzung einer Portionierdusche mit Frischwasserversorgung
- häufiges (stündliches) Wechseln des Portioniererwassers
- Versetzen des Spülwassers mit einprozentiger Zitronensäure[2]

## Gerätegrößen
Bei der Größe der Portionierer ist zu beachten, dass für formgleiche räumliche Körper verschiedener Größe die Proportionalitätsregeln gelten. Diese besagen, dass bei einer formgleichen Vergrößer- oder Verkleinerung um den Faktor s alle Flächen um den Faktor s², und alle Volumina um den Faktor s³ vergrößert oder verkleinert werden. So hat ein halbkugelförmiger Portionierer mit halbem Durchmesser nur noch ein Achtel des Volumens.
Beispiel
Für eine Halbierung des Volumens {\displaystyle V_{1}} auf {\displaystyle V_{2}} gilt daher:
{\displaystyle {\tfrac {V_{2}}{V_{1}}}={\tfrac {1}{2}}={\tfrac {d_{2}^{3}}{d_{1}^{3}}}}

{\displaystyle {\tfrac {d_{2}}{d_{1}}}={\tfrac {1}{\sqrt[{3}]{2}}}\approx 0{,}794}
Eine Verkleinerung des Durchmessers auf ca. 79 % bewirkt also bereits eine Halbierung des Volumens und damit, gleiche Entnahmepraxis vorausgesetzt, eine Halbierung der Eismenge.
Tabelle
| Durchmesser in mm                  | 30 | 35 | 40 | 42 | 44 | 46 | 48 | 50 | 51 | 52 | 53 | 54 | 55 | 56 | 58 | 60 | 65 | 70 | 73  | 75  |
| Inhalt der Halbkugel in Milliliter | 7  | 11 | 17 | 19 | 22 | 25 | 29 | 33 | 35 | 37 | 39 | 41 | 44 | 46 | 51 | 57 | 72 | 90 | 102 | 110 |

In Eisdielen werden meistens relativ große Portionierer verwendet, weil die "Halbkugeln" aus rechtlichen Gründen möglichst gleich  und exakt sein sollen und so auch schnelles Arbeiten möglich ist, ohne zu kleine Mengen anzubieten.